# روابط آلمان و بریتانیا

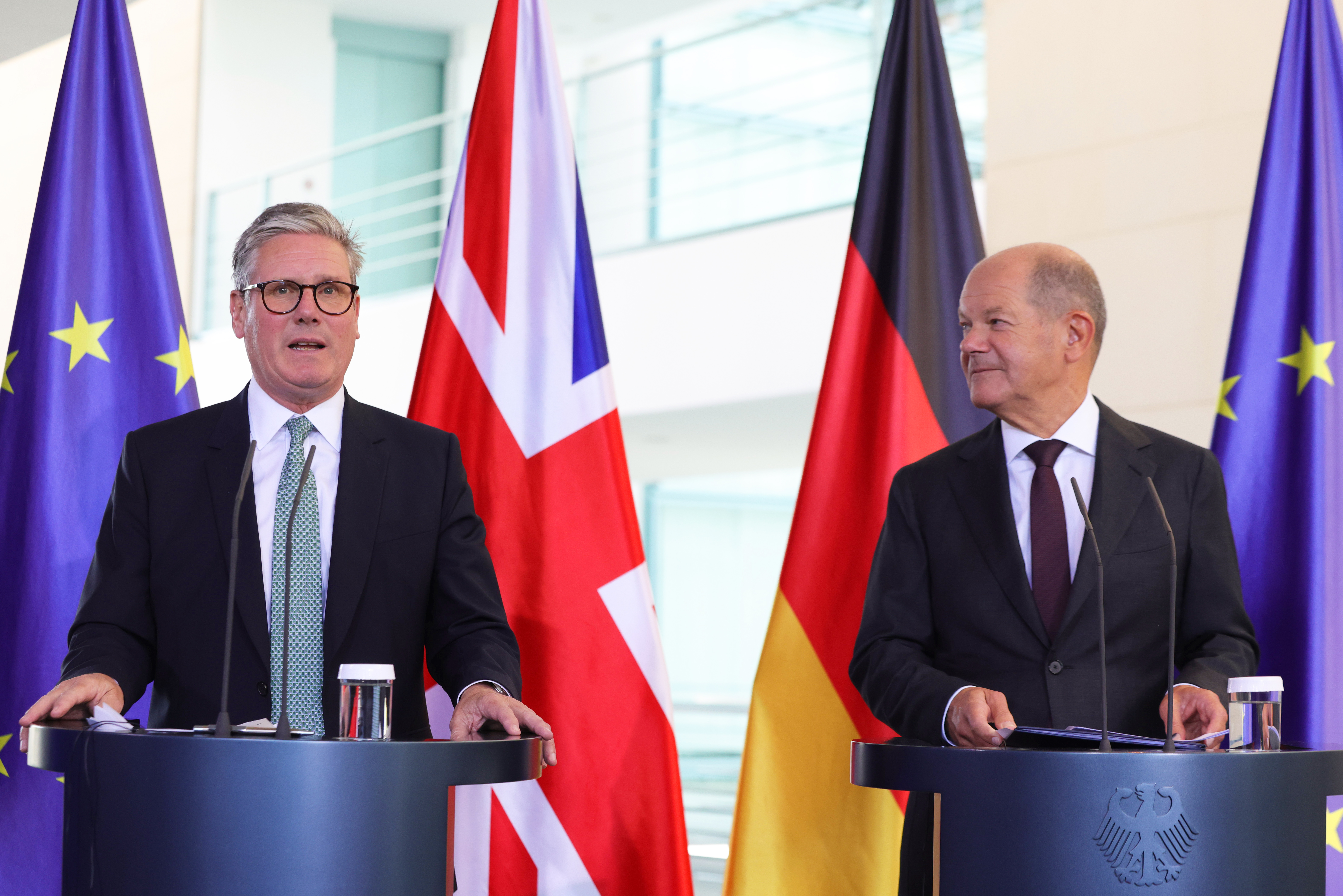
اولاف شولز صدراعظم آلمان و کایر استارمر نخست وزیر بریتانیا در ۲۸ اوت ۲۰۲۴

روابط دوجانبه بین آلمان و بریتانیا صدها سال قدمت دارد و این کشورها در اواخر قرون وسطی برای صدها سال متحد بوده‌اند و از پایان جنگ جهانی دوم به این سو با یکدیگر همسو بوده‌اند.
در دوران باستان کلاسیک و دوره مهاجرت‌ها، اجداد جمعیت‌های بریتانیا و آلمان از همان اقوام ژرمنی اینگوه‌ونیک و ژرمنی البی تشکیل شده بودند.
روابط بین این کشورها در اواخر قرون وسطی بسیار قوی بود، زمانی که شهرهای آلمانی عضو اتحادیه هانزا با انگلستان و اسکاتلند تجارت می‌کردند.
پیش از یکپارچگی آلمان در سال ۱۸۷۱، بریتانیا اغلب در زمان جنگ با کشورهای آلمانی، از جمله پروس، متحد بود. خانواده‌های سلطنتی این کشورها نیز با یکدیگر ازدواج می‌کردند. خاندان هانوفر (۱۷۱۴–۱۸۳۷) هم بر منطقه کوچک انتخابی هانوفر، که بعداً به پادشاهی هانوفر تبدیل شد، حکومت می‌کرد و هم بر بریتانیا. ملکه ویکتوریا، که به «مادربزرگ اروپا» معروف بود، با شاهزاده آلبرت از خاندان زاکسن-کوبورگ و گوتا ازدواج کرد، و ازدواج‌های دیپلماتیک بعدی باعث شد که نوه‌های آنها هم بر تخت بریتانیا و هم آلمان بنشینند.
تاریخ‌نگاران مدت‌ها بر رقابت‌های دیپلماتیک و دریایی بین آلمان و بریتانیا پس از سال ۱۸۷۱ تمرکز کرده‌اند تا ریشه‌های افزایش خصومت‌هایی را که به جنگ جهانی اول انجامید، بررسی کنند. اما در سال‌های اخیر، تاریخ‌نگاران توجه بیشتری به تأثیرات متقابل فرهنگی، ایدئولوژیک و فناوری داشته‌اند.
آلمان به‌عنوان امپراتوری آلمان در جنگ جهانی اول بین سال‌های ۱۹۱۴ تا ۱۹۱۸ در برابر بریتانیا و متحدانش جنگید؛ و سپس به‌عنوان آلمان نازی، در جنگ جهانی دوم بین سال‌های ۱۹۳۹ تا ۱۹۴۵ در برابر بریتانیا و نیروهای متفقین قرار گرفت. آلمان در هر دو جنگ توسط بریتانیا و متحدانش شکست خورد. پس از شکست آلمان نازی، این کشور از سال ۱۹۴۵ تا ۱۹۵۵ تحت اشغال نیروهای متفقین، از جمله بریتانیا، قرار گرفت و سپس به آلمان غربی و آلمان شرقی تقسیم شد.
در طول جنگ سرد، بریتانیا متحد نزدیک آلمان غربی شد، زیرا آلمان غربی در دنیای غرب ادغام شده بود. در مقابل، روابط بین آلمان شرقی و بریتانیا ضعیف بود، زیرا آلمان شرقی با اتحاد جماهیر شوروی متحد بود.
آلمان غربی یکی از اعضای بنیان‌گذار جوامع اروپایی بود، که بعداً به اتحادیه اروپا تبدیل شد و بریتانیا در سال ۱۹۷۳ به آن پیوست. آلمان غربی و بریتانیا از قدرتمندترین کشورهای این سازمان بودند و هر دو تأثیر قابل توجهی بر توسعه آن داشتند. آلمان عموماً از یکپارچگی اروپا حمایت می‌کرد، در حالی که بریتانیا عموماً مخالف آن بود.
در سال ۱۹۹۰، آلمان شرقی و غربی پس از سقوط دیوار برلین در سال ۱۹۸۹ که نشانگر پایان جنگ سرد بود، دوباره متحد شدند و در نتیجه، روابط بین آلمان شرقی و بریتانیا، که همراه با آلمان غربی توسعه یافته بود، بهبود یافت.
از طریق عضویت در اتحادیه اروپا، تجارت و همکاری بین بریتانیا و آلمان در بسیاری از حوزه‌ها به میزان قابل توجهی افزایش یافت، به‌ویژه در زمینه تحقیق و توسعه که پیوندهای پایداری بین جوامع علمی و دانشگاهی آلمان و بریتانیا ایجاد کرد. بریتانیا پس از آلمان، دومین مصرف‌کننده بزرگ وسایل نقلیه موتوری آلمانی است.
در همه‌پرسی مربوط به ادامه عضویت در اتحادیه اروپا در سال ۲۰۱۶، بریتانیا رأی به خروج از اتحادیه اروپا داد و پس از ۴۷ سال عضویت، در ۳۱ ژانویه ۲۰۲۰ این بلوک را ترک کرد. با وجود کاهش جزئی در تجارت پس از آن، روابط دوستانه بین دو کشور در بسیاری از زمینه‌ها همچنان قوی باقی مانده است و پاسخ مشترک آنها به حمله روسیه به اوکراین این رابطه را تقویت کرده است.
بر اساس داده‌های دولت بریتانیا، در سال ۲۰۱۳ حدود ۱۲۶,۰۰۰ تبعه آلمانی در بریتانیا زندگی می‌کردند و داده‌های دولت آلمان نشان می‌دهد که در سال ۲۰۲۱ حدود ۱۶۸,۰۰۰ تبعه بریتانیایی در آلمان ساکن بودند. هر دو کشور عضو شورای اروپا و ناتو هستند. آلمان یکی از اعضای اتحادیه اروپا است و بریتانیا عضو سابق این اتحادیه محسوب می‌شود.

## پیوندهای تاریخی

### ریشه‌های مشترک
انگلیسی و آلمانی هر دو از زبان‌های ژرمنی غربی هستند. زبان انگلیسی مدرن پس از جذب تأثیرات بیشتر فرانسوی پس از سال ۱۰۶۶، به‌طور قابل‌توجهی از آلمانی فاصله گرفته است. ریشه‌های انگلیسی به زبان‌هایی بازمی‌گردد که توسط اقوام ژرمنی از سرزمین اصلی اروپا صحبت می‌شدند، به‌ویژه اقوامی که از مناطق امروزی هلند، آلمان و دانمارک آمده بودند، از جمله قومی به نام “آنگل‌ها” که نام انگلیسی‌ها از آن گرفته شده است. بسیاری از واژه‌های روزمره در انگلیسی ریشه ژرمنی دارند و مشابه معادل‌های آلمانی خود هستند، در حالی که واژه‌های علمی و رسمی‌تر انگلیسی بیشتر از زبان‌های فرانسوی، لاتین یا یونانی گرفته شده‌اند، اما زبان آلمانی معمولاً برای بسیاری از این واژه‌ها معادل‌سازی می‌کند.
انگلیسی به زبانی غالب در جهان تبدیل شده و به‌طور گسترده‌ای در آلمان تدریس می‌شود. زبان آلمانی در قرن نوزدهم و اوایل قرن بیستم، یک زبان مهم در علوم و فناوری بود، اما اکنون تا حد زیادی این نقش را از دست داده است. در مدارس انگلیس، آلمانی یک زبان کم‌اهمیت در مقایسه با فرانسوی بوده و همچنان در مقایسه با آن کمتر تدریس می‌شود. آلمانی دیگر به‌طور گسترده‌ای در بریتانیا مطالعه نمی‌شود، مگر در سطح A-level در دبیرستان‌ها.

### تجارت و اتحادیه هانزایی
روابط تجاری بین آلمانی‌ها و بریتانیایی‌ها تاریخی طولانی دارد. اتحادیه هانزایی یک کنفدراسیون تجاری و دفاعی از انجمن‌های بازرگانی بود که شهرهای بازار آن، تجارت در امتداد سواحل شمال اروپا را تحت سلطه داشتند. این اتحادیه از دریای بالتیک تا دریای شمال در قرن‌های سیزدهم تا هفدهم گسترش یافت و لندن را نیز شامل می‌شد. مرکز اصلی این اتحادیه در لوبک بود. اتحادیه هانزایی تجارت بین لندن و بسیاری از شهرهای تحت کنترل تجار آلمانی را تسهیل کرد و همچنین راه را برای تجارت با منطقه بالتیک باز کرد.[۶]

### خانواده سلطنتی
تا اواخر قرن هفدهم، ازدواج بین خاندان‌های سلطنتی انگلیس و آلمان نادر بود. امپراتریس ماتیلدا، دختر هنری اول انگلستان، بین سال‌های ۱۱۱۴ تا ۱۱۲۵ با هنری پنجم، امپراتور مقدس روم ازدواج کرد، اما صاحب فرزند نشدند. در سال ۱۲۵۶، ریچارد، اولین ارل کورنوال، به‌عنوان پادشاه آلمان انتخاب شد و فرزندانش نام خانوادگی “آلماین” را گرفتند. در این دوره، استیل‌یار لندن یک مرکز تجاری معمولی برای آلمانی‌ها بود. مزدوران آلمانی نیز در جنگ‌های گل‌های رز استخدام شدند.
آن کلوس همسر هنری هشتم بود، اما تا زمان ویلیام سوم انگلستان، یک پادشاه با اصالت آلمانی به سلطنت نرسید. او از خاندان ناسائو بود. ملکه آن، همسر جانشین او، شاهزاده جورج دانمارک از خاندان اولدنبورگ بود، اما فرزندی که به سن بلوغ برسد نداشتند.
در سال ۱۷۱۴، جورج اول، شاهزاده‌ای آلمانی‌زبان با اصالت ترکیبی بریتانیایی و آلمانی، به تاج و تخت بریتانیا رسید و خاندان هانوفر را بنیان نهاد. بیش از یک قرن، پادشاهان بریتانیا حاکمان هانوفر نیز بودند (ابتدا به‌عنوان شاهزادگان انتخاب‌کننده در امپراتوری مقدس روم و سپس به‌عنوان پادشاهان هانوفر). این فقط یک اتحاد شخصی بود و هر دو کشور کاملاً مستقل باقی ماندند، اما پادشاه در لندن زندگی می‌کرد. رهبران بریتانیا اغلب شکایت داشتند که پادشاهان جورج اول (که به‌سختی انگلیسی صحبت می‌کرد) و جورج دوم به‌شدت درگیر امور هانوفر بودند و سیاست خارجی بریتانیا را به نفع هانوفر، که کشوری کوچک، فقیر، روستایی و کم‌اهمیت در اروپای غربی بود، منحرف می‌کردند. در مقابل، پادشاه جورج سوم در طول ۶۰ سال سلطنتش (۱۷۶۰-۱۸۲۰) هرگز به هانوفر سفر نکرد. هانوفر در طول جنگ‌های ناپلئونی توسط فرانسه اشغال شد، اما برخی از نیروهای هانووری به انگلستان گریختند و “لژیون آلمانی پادشاه”، یک واحد آلمانی‌تبار در ارتش بریتانیا را تشکیل دادند. پیوند شخصی با هانوفر در نهایت در سال ۱۸۳۷، با به سلطنت رسیدن ملکه ویکتوریا در بریتانیا، خاتمه یافت. با این حال، او جزیره هلیگولند را از دانمارک تصاحب کرد. قوانین نیمه‌سالی‌شک مانع از آن شد که او بر هانوفر حکومت کند، زیرا یکی از خویشاوندان مذکر وی واجد شرایط سلطنت بود.

### ازدواج‌های سلطنتی
هر پادشاه بریتانیا از جورج اول تا جورج پنجم در قرن بیستم، همسری آلمانی داشت. ملکه ویکتوریا تحت نظارت دقیق مادر آلمانی‌تبارش، شاهدخت ویکتوریا از زاکس-کوبورگ-زالفلد، بزرگ شد و در سال ۱۸۴۰ با پسرعمویش، شاهزاده آلبرت از زاکس-کوبورگ و گوتا ازدواج کرد. دخترشان، شاهدخت ویکتوریا، در سال ۱۸۵۸ با شاهزاده فردریش ویلهلم پروس ازدواج کرد، که سه سال بعد ولیعهد شد. هر دو لیبرال بودند، بریتانیا را تحسین می‌کردند و از صدراعظم آلمان، اتو فون بیسمارک متنفر بودند، اما بیسمارک نزد قیصر سالخورده آلمان، ویلهلم اول، نفوذ زیادی داشت. ویلهلم اول در سال ۱۸۸۸ درگذشت و فردریش ویلهلم به‌عنوان قیصر فردریش سوم سلطنت کرد، اما تنها ۹۹ روز بعد درگذشت و شاهدخت ویکتوریا، امپراتریس آلمان شد. پسرش، قیصر ویلهلم دوم، دو سال بعد بیسمارک را مجبور به کناره‌گیری کرد.

## خواهرخواندگان
آباریستوویث، سریدیگیون و  کرونبرگ ایم تاونوس، هسن
آبینگدون، آکسفوردشایر و  شونگائو، بایرن
آمرشام، باکینگهام‌شایر و  بنسهایم، هسن
آشفورد، کنت و  بد مونستریفیل، نوردراین-وستفالن
بارکینگ و داگنهام، لندن و  ویتن، نوردراین-وستفالن
بارنت، لندن و  تمپلهوف-شونبرگ، برلین
بارنزلی، یورکشایر جنوبی و  شوابیش گموند، بادن-وورتمبرگ
بیزینگ‌استوک، همپشر و  اویس‌کیرشن، نوردراین-وستفالن
بث، سامرست و  براونشوایگ، نیدرزاکسن
بدفورد، بدفوردشایر و  بامبرگ، بایرن
بلفاست و  بن، نوردراین-وستفالن
بِورلی، شرق یورکشایر و  لمگو، نوردراین-وستفالن
بیگلز‌وید، بدفوردشایر و  ارلنزی، مین-کینزیگ-کرایس
بیرمنگام و  فرانکفورت، هسن
بلکپول و  بوتروپ، نوردراین-وستفالن
بلیت، نورث‌آمبرلند و  زولینگن، نوردراین-وستفالن
بولتون، منچستر بزرگ و  پادربورن، نوردراین-وستفالن
براکنل، بارکشر و  لورکوزن، نوردراین-وستفالن
برنتوود، اسکس و  روت، بایرن
بریستول و  هانوفر، نیدرزاکسن
بِرُملی، لندن و  نووید، راینلاند-فالتز
کمبریج، کمبریج‌شایر و  هایدلبرگ، بادن-وورتمبرگ
کنوک، استافوردشایر و  داتلن، بادن-وورتمبرگ
کاردیف، جنوب گلامورگان و  اشتوتگارت، بادن-وورتمبرگ
کارلایل، کامبریا و  فلنسبورگ، شلسویگ-هولشتاین
چلمسفورد، اسکس و  باک‌نانگ، بادن-وورتمبرگ
چلتنهام، گلاسترشایر و  تریر، موزل
چِشَم، باکینگهام‌شایر و  فریدریش‌دورف، هسن
چستر، چشایر و  لرراخ، بادن-وورتمبرگ
چسترفیلد، دربی‌شایر و  دارمشتات، هسن
کریست‌چرچ، دورست و  آلن، بادن-وورتمبرگ
سیرن‌سستر، گلاسترشایر و  ایتزه‌هو، شلسویگ-هولشتاین
کلثورپس، نورث ایست لینکولن‌شر و  کونیگس‌وینتر، نوردراین-وستفالن
کولت‌چستر، اسکس و  وتزلار، هسن
کاونتری، وست میدلندز و  درسدن، زاکسن، و کیل، شلسویگ-هولشتاین
کراولی، وست ساسکس و  دورستن، نوردراین-وستفالن
دارلینگتون، کانتی دورهام و  مولهایم آن در رور، نوردراین-وستفالن
دربی، دربی‌شایر و  اوسنابروک، نیدرزاکسن
دیوایزز، ویلتشر و  وایبلینگن، بادن-وورتمبرگ
درانفیلد، دربی‌شایر و  زیندلفینگن، بادن-وورتمبرگ
داندی و  وورتسبورگ، بایرن
دانفرملین و  ویلهلمسهافن، نیدرزاکسن
دورهام و  توبینگن، بادن-وورتمبرگ
ایلینگ، لندن و  اشتاینفورت، نوردراین-وستفالن
ادینبورگ و  مونیخ، بایرن
الگین، مورای و  لندشوت، بایرن
اِلِسمیر پورت، چشایر و  رویتلینگن، بادن-وورتمبرگ
انیسکیلن، کانتی فرمانا و  براک‌وده، بیله‌فلد، نوردراین-وستفالن
اپینگ، اسکس و  اپینگن، بادن-وورتمبرگ
اگزر، دوون و  بد هومبورگ فور در هوهه، هسن
فارهام، همپشر و  پولهایم، نوردراین-وستفالن
فلیکس‌ستو، سافک و  وزل، نوردراین-وستفالن
گلاسگو و  نورنبرگ، بایرن
گلاسوپ، دربی‌شایر و  بد ویلبل، هسن
گلاستر، گلاسترشایر و  تریر، راینلاند-فالتز
گرنتهام، لینکولن‌شایر و  سانکت آگوستین، نوردراین-وستفالن
گرینویچ، لندن و  رینیکندورف، برلین
گیلفورد، ساری و  فرایبورگ ایم بریسگاو، بادن-وورتمبرگ
هالیفاکس، یورکشایر غربی و  آخن، نوردراین-وستفالن
هَمِرسمیت و فولام، لندن و  نوی‌کولن، برلین
هارتلپول، کانتی دورهام و  هیکلهاون، نوردراین-وستفالن
هاورینگ، لندن و  لودویگسهافن آم راین، راینلاند-فالتز
همل همپستد و داکوروم، هرتفوردشایر و  نوی ایزنبورگ، هسن
هرفورد، هرفوردشایر و  دیلنبرگ، هسن
هیرن بی، کنت و  والتروپ، نوردراین-وستفالن
هاید وایکامب، باکینگهام‌شایر و  کلکهایم، هسن
هیلینگدون، لندن و  شلسویگ، شلسویگ-هولشتاین
هینکلی، لسترشایر و  هرفورد، نوردراین-وستفالن
هیچین، هرتفوردشایر و  بینگن آم راین، راینلاند-فالتز